# Мулянка (приток Камы)
Муля́нка (в верховье Верхняя Мулянка) — малая река в Перми и Пермском районе Пермского края. Устье реки находится на 672 км от устья по левому берегу Воткинского водохранилища Камы. Длина реки — 52 км, площадь бассейна — 467 км². Высота устья — 89 м над уровнем моря.

## Водный режим
Половодье на Мулянке начинается в апреле и продолжается 20—25 дней, при этом максимальный уровень воды достигается в конце апреля. В тёплое время года, во время сильных дождей, наблюдаются также дождевые паводки со значительным повышением уровня воды. Ширина реки сильно изменяется и в некоторых местах достигает 400 м.

## Притоки
Мулянка имеет 35 притоков. Крупнейшие из них (км от устья):
- 3 км: Светлый (пр)[8]
- 11 км: Пыж (лв)
- Малиновка (пр)
- Устиновка (лв)
- 27 км: Мось (пр)
- Большая Риса (пр)
- Ватлан (лв)
- Буртымка (лв)
- Гуниха (пр)
- 42 км: Рыж (лв)
- Савалеиха (пр)
- Большая Мельничная (лв)
- Арама (лв)
- Катнакуйка (лв)
- Хими (лв)

## География

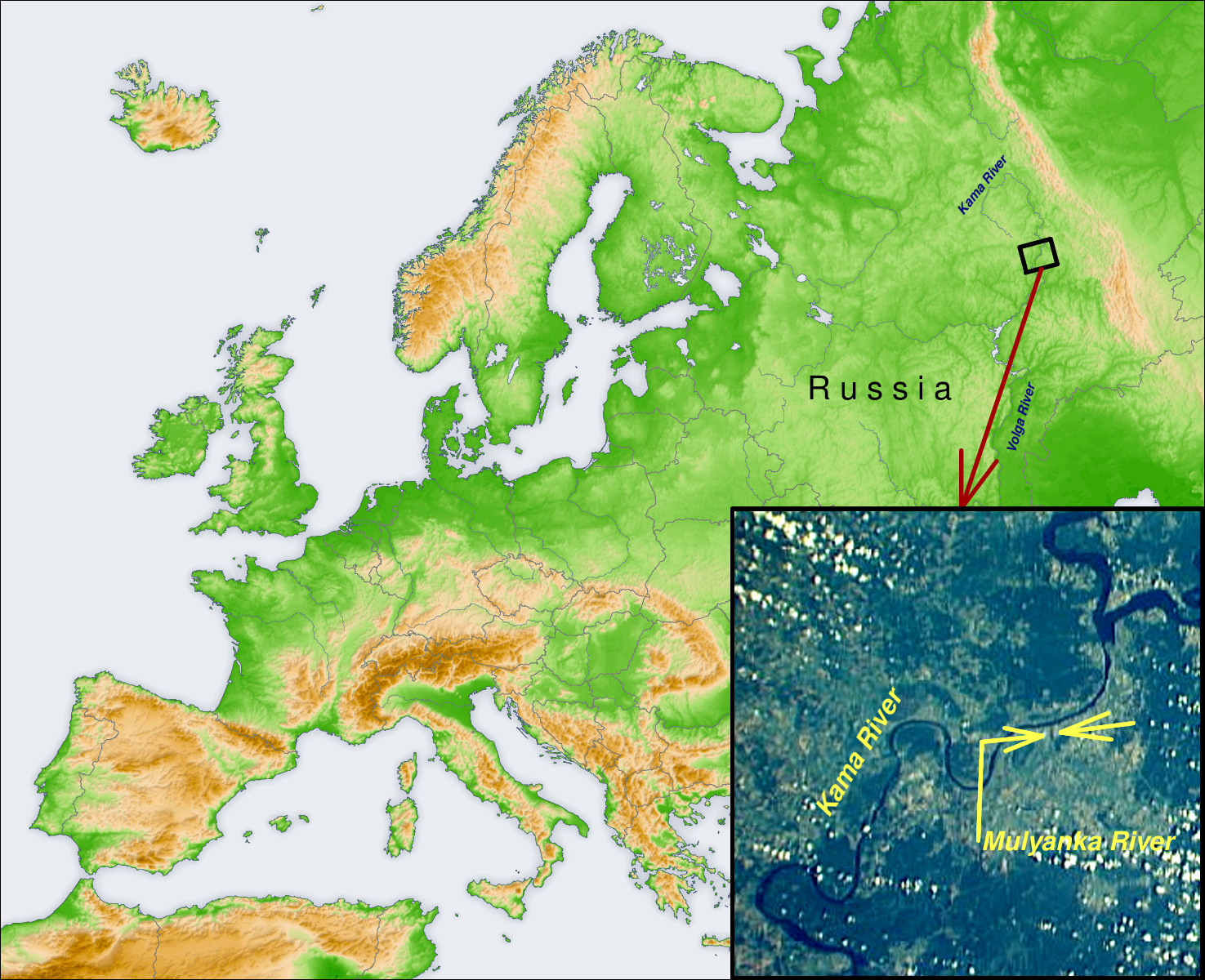
Положение Мулянки на карте Европы

Исток Мулянки находится на территории Пермского района, вблизи посёлка Звёздный. Она протекает по западной окраине левобережной части Перми (Индустриальный и Дзержинский районы). На берегах реки находится село Верхние Муллы — один из древнейших населённых пунктов на территории Перми. С 1958 года оно входит в состав Индустриального района Перми. Мосты через Мулянку на территории Индустриального района:
- Мост по улице Леонова.
- Мост по Промышленной улице.
- Мост по шоссе Космонавтов.

Затем Мулянка течёт вдоль опушки Черняевского леса и пересекает границу Индустриального и Дзержинского районов. В Дзержинском районе она протекает между микрорайонами Парковый и Заостровка, её пересекают несколько мостов:
- Пешеходный мост по улице 2-я Мулянская.

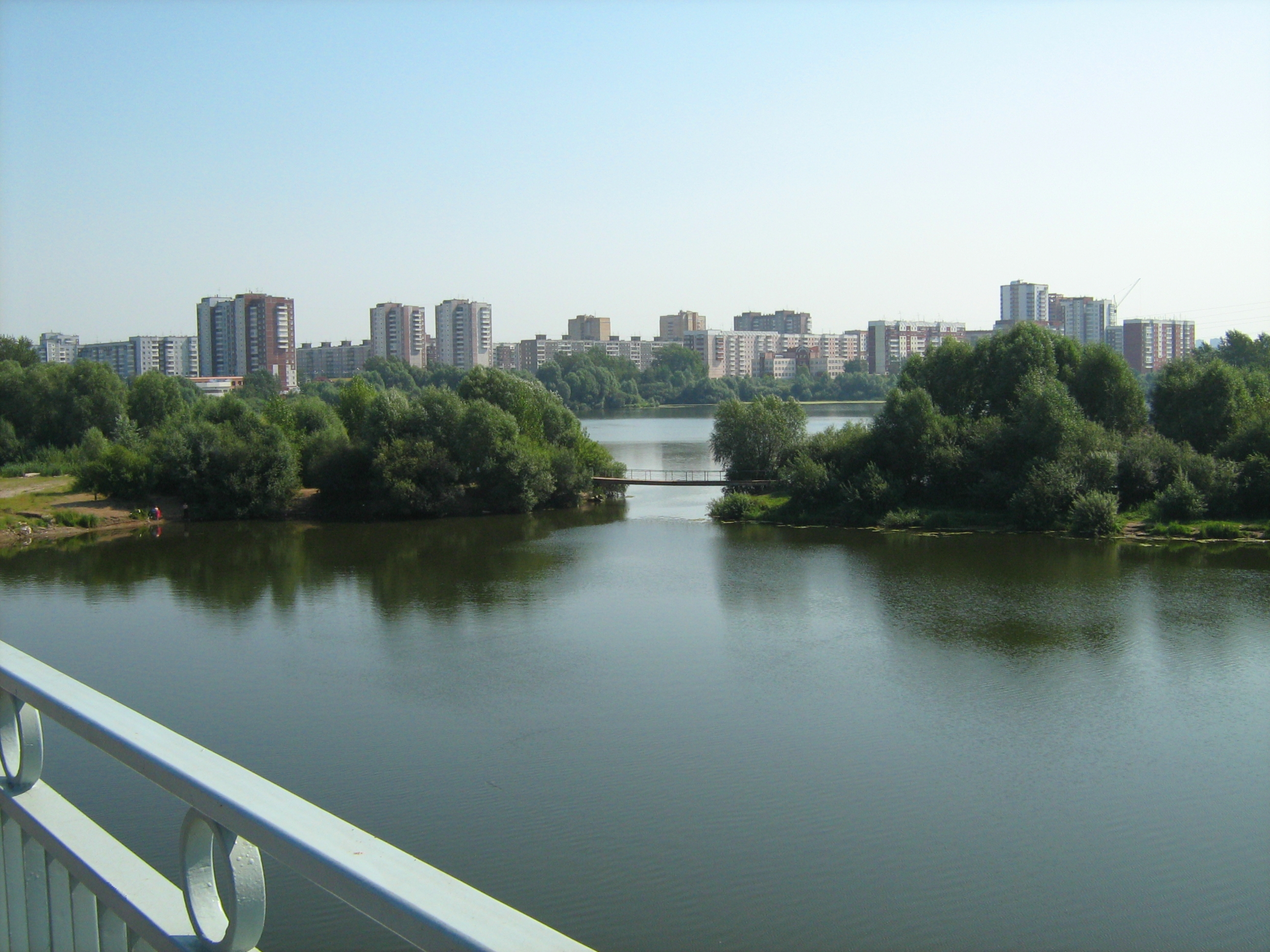
Вид с моста по ул. Строителей
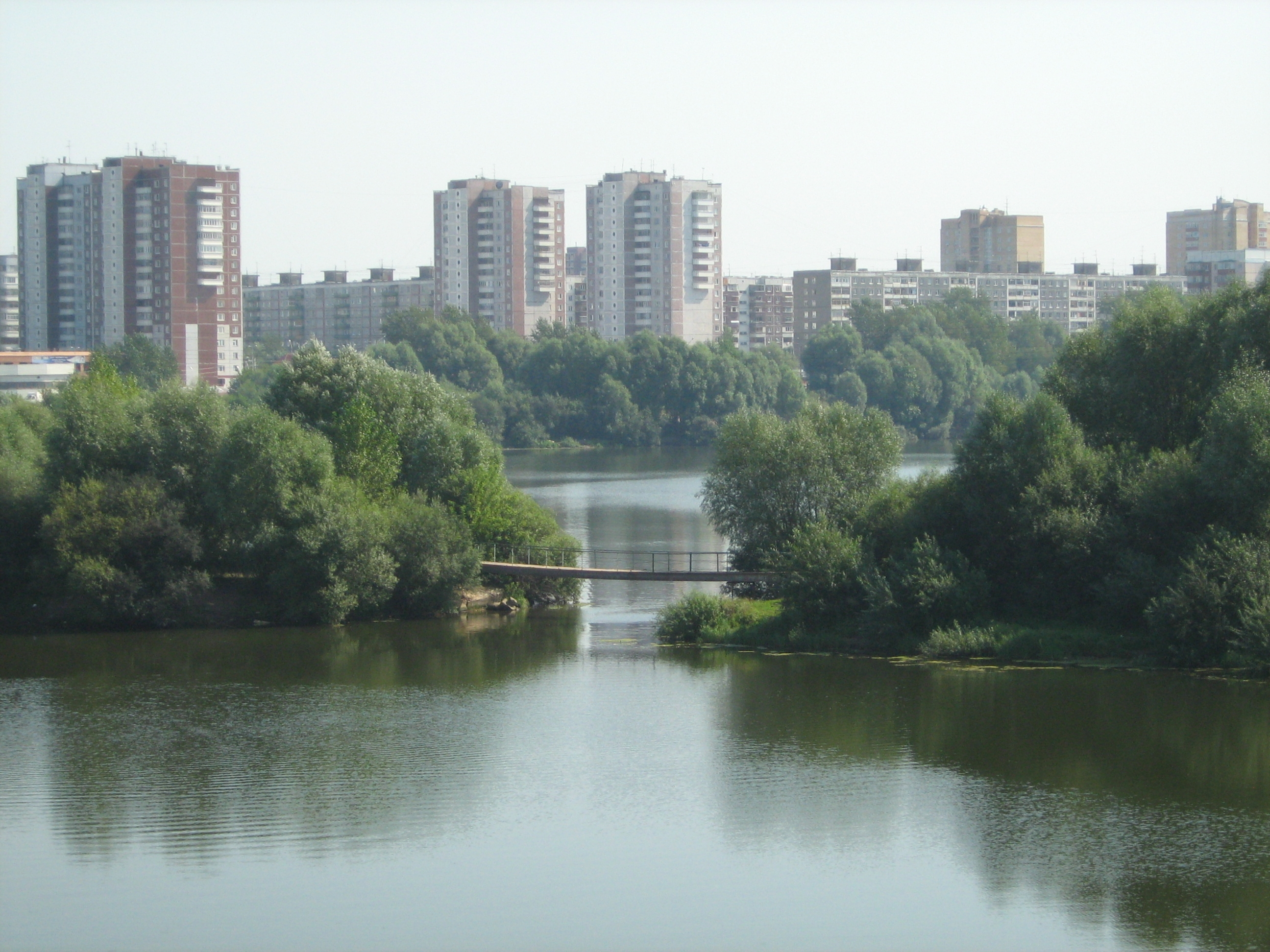
Крупным планом
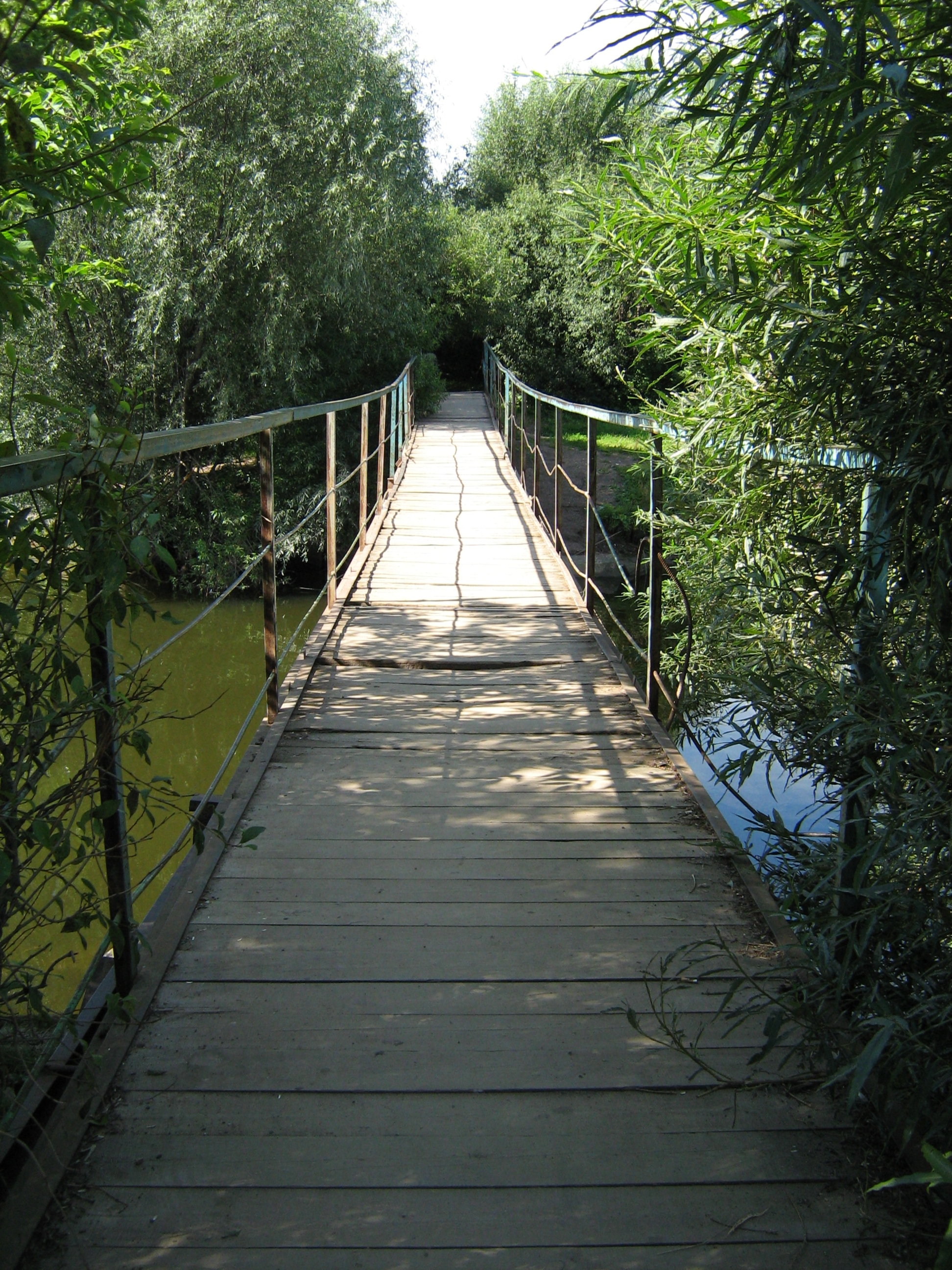
Вход на мост с правого берега

- Мост по улице Строителей был открыт 13 июня 2007 года. Он соединяет микрорайон Парковый с Красавинским мостом (через Каму). Длина моста 248 м, ширина проезжей части — 7,4 м. Строительство моста началось в 2005 году и стоило 796,26 миллионов рублей[10][11].

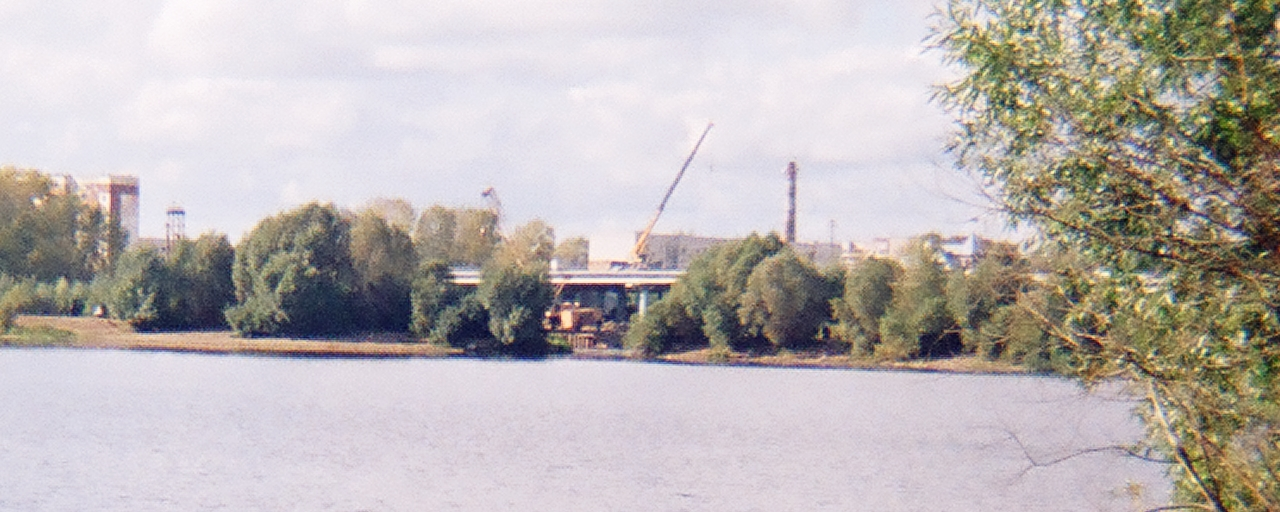
Строительство моста (2006)
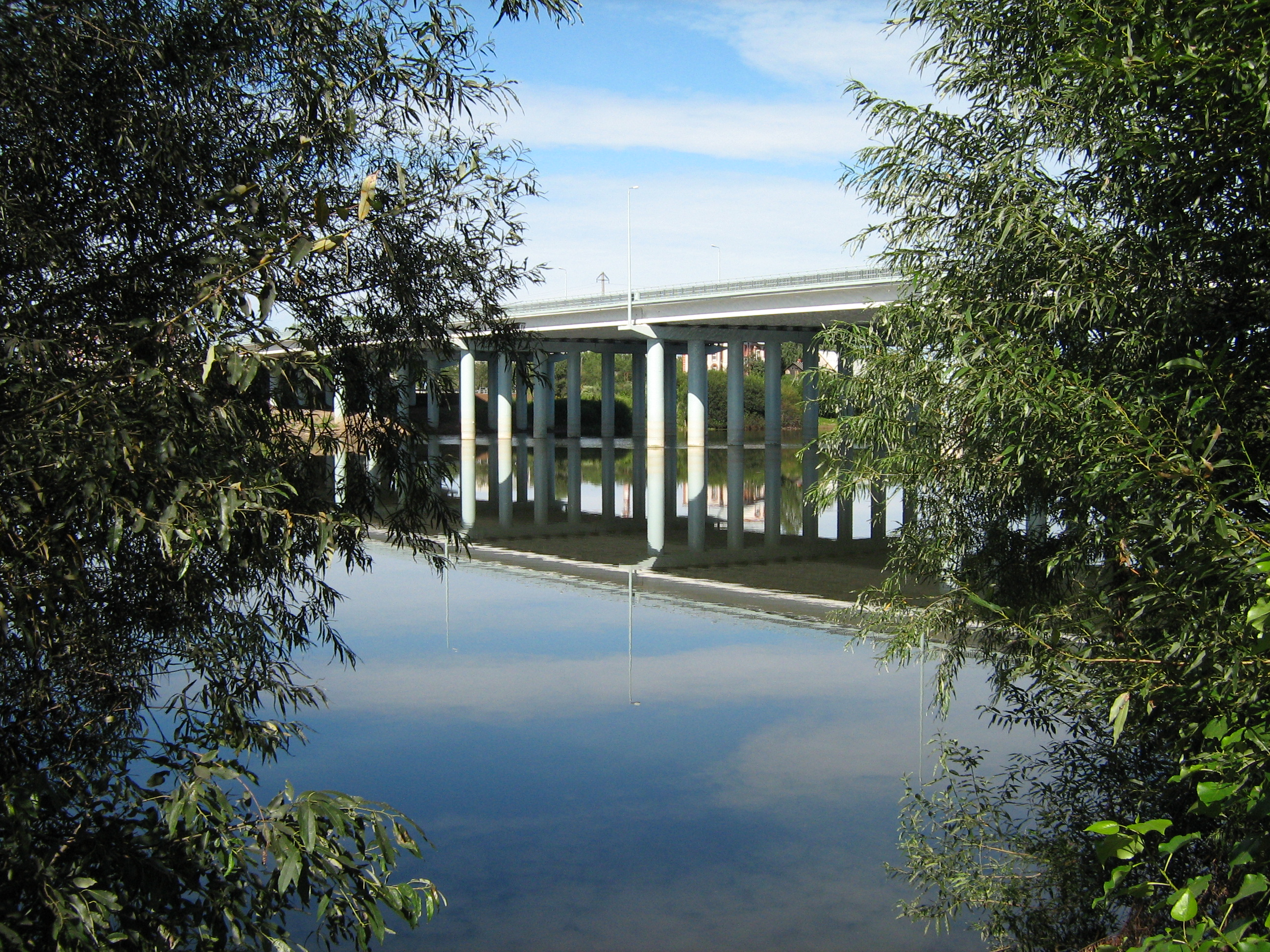
Вид на мост с правого берега

- Мост по улице Красина.
- Мост по улице 1-я Трудовая — последний, находится вблизи устья реки.

## Хозяйственное использование
Воды Мулянки используются для рекреационных и хозяйственно-бытовых нужд. Мулянка не входит в систему судоходных рек Пермского края, которая состоит из рек Камы, Вишеры, Сылвы и Чусовой.

## История
В отличие от большинства рек Пермского края, топонимика которых считается пермско-финно-угорской, название рек Верхняя Мулянка и Нижняя Мулянка происходит от персидского слова «мулла». Исследователи истории Пермского края связывают это с татарским князем Маметкулом, который поселился в этой местности до или во время царствования Ивана Грозного и был имамом или муллой. Его старший сын, Урак-бей Маметкулов, жил на Верхней Мулянке, а младший, Ирак-бей Сюндюк-бей Маметкулов — на Нижней Мулянке. Отсюда и произошли названия этих рек, а также расположенных на них сёл Верхние Муллы и Нижние Муллы, соответственно. В памятниках письменности XVII века (в писцовой книге 1623 года) эти реки назывались Мулловками (Муловками). Более древние, дотюркские, названия этих рек не сохранились.
В 1722 году управляющий Уральскими казёнными заводами Г. В. де Геннин и мастер-плавильщик В. М. Циммерман провели пробы медной руды с берегов Мулянки, в рамках подготовки к строительству Егошихинского медеплавильного завода, на основе которого позднее сформировался город Пермь.

## Экологическая обстановка

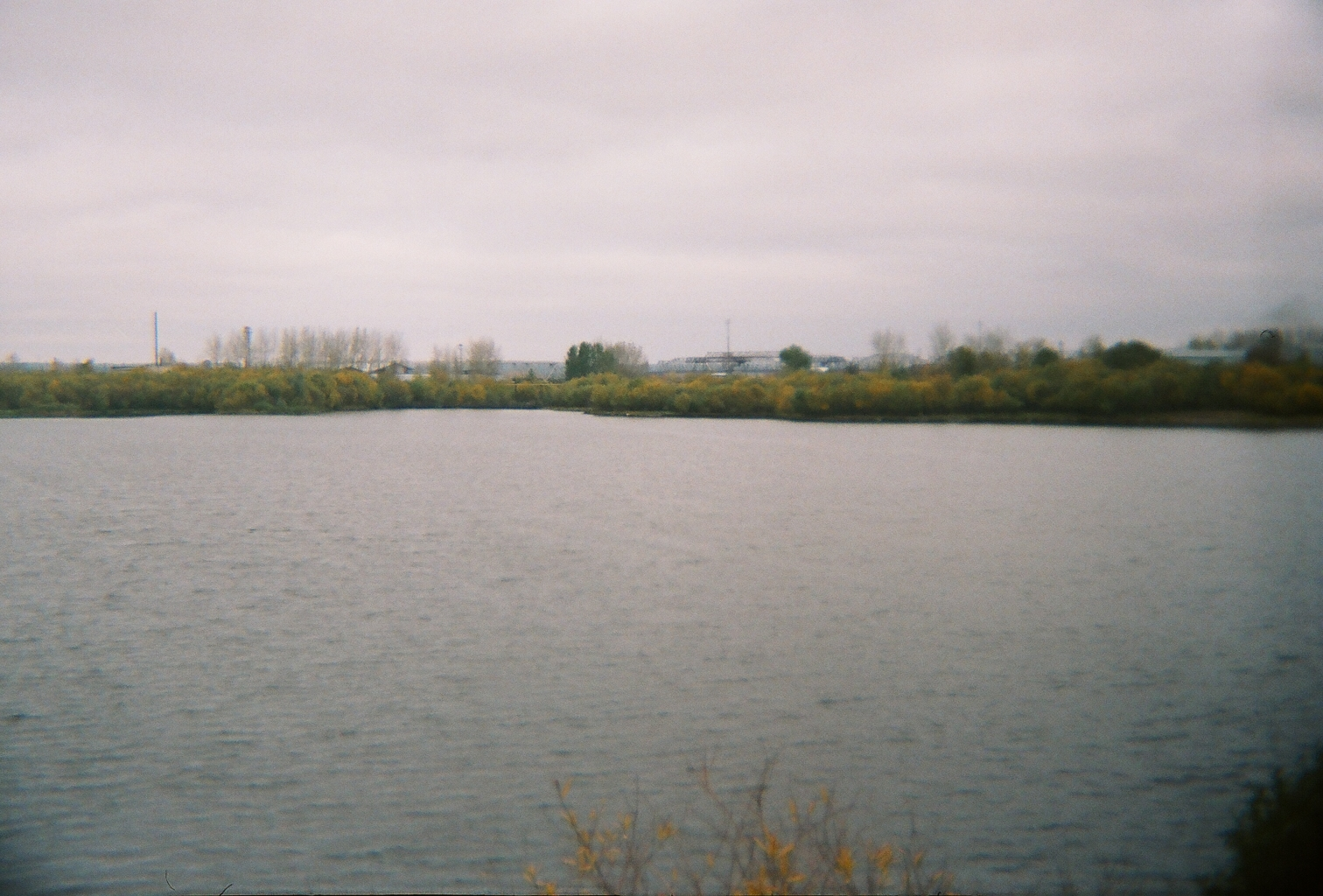
Вид на устье Мулянки с моста на ул. Красина

Протекая в черте города Перми и прилегающего к нему Пермского района, Мулянка подвергается загрязнению промышленными и бытовыми отходами: животноводческих ферм, лесокомбината, лакокрасочного завода и других предприятий.

### Химический состав
Согласно докладу Управления по охране окружающей среды за 2004 год, вода в Мулянке относится к 2‒3 классу качества, а в верховьях, учитывая содержание нитритов, железа и кислорода, — к 4-му классу, то есть даже после предварительной обработки непригодна для питья и рыбоводства. На реке отмечен неблагоприятный кислородный режим. Химическое потребление кислорода составило 40—70 мг/л при норме 30 мг/л, биохимическое 5,15—7,08 мг/л при норме 5 мг/л. Содержание взвешенных веществ равнялось 11—18 мг/л.
Концентрации примесей:
- аммонийный азот — 1…1,3 ПДК (до 1,5 в устье, до 1,8 в районе Верхних Муллов);
- железо — 3 ПДК;
- нефть — 1,2 ПДК (в устье);
- фенол — 1,5 ПДК (в устье).

### Состояние бентофауны
Согласно исследованиям, проведённым специалистами ПГУ, загрязнение Мулянки оказывает сильное отрицательное влияние на состояние бентофауны. Наиболее загрязнены средняя и нижняя части Мулянки. Крупнейший источник загрязнений — ООО «Лукойл-Пермнефть», отходы которого попадают в Мулянку через реку Пыж. Содержание нефтепродуктов в воде Мулянки в районе впадения в неё реки Пыж превышает ПДК в 49,4 раза. В районе устья содержание аммония превышает ПДК в 1,3 раза, нитритов — в 2,5 раза, нефтепродуктов — в 2 раза. В результате анализа проб донной фауны было обнаружено 75 видов животных: малощетинковые черви (Oligochaeta) — 10 видов, пиявки (Hirudinea) — 2, брюхоногие (Gastropoda) — 6, двустворчатые (Bivalvia) — 2, насекомые (Insecta) — 55. Распределение макрозообентоса по участкам реки:
| Участок реки    | Количество видов | Биомасса, г/м² | Численность, тыс. экз./м² |
| --------------- | ---------------- | -------------- | ------------------------- |
| Верхнее течение | 53               | 57,9           | 4,8                       |
| Среднее течение | 23               | 11,8           | 1,2                       |
| Нижнее течение  | 24               | 4,8            |                           |

### Исследования юных экологов
В 2003 году группа юных экологов из школы № 6 города Перми и школы села Култаево в рамках реализации проекта «Экологическое состояние малых рек города Перми и пригородной зоны» выполнили исследование экологического состояния воды реки Мулянка. Пробы воды были отобраны в районе села Култаево (другая река — Нижняя Мулянка) и около устья Мулянки в микрорайоне Парковый. В экологической лаборатории кафедры химии ПГПУ был проведён химический анализ. Результаты исследований показали что химический состав воды в Мулянке в черте города и за его пределами существенно различается. Содержание фосфатов и железа в нижнем течении выше в 2 раза. Концентрация марганца в верхнем и нижнем течении составила соответственно 1,7 ПДК и 2,3 ПДК. Полученные данные свидетельствуют, что вода в реке Мулянка непригодна для питья.
В 2005 году группа учеников школы № 59, принимавшая участие в ДООГ—2005, провела эксперимент «Очистка воды, из реки Мулянка». Результаты эксперимента представлены в таблице:
| Вода                   | Перед очисткой     | После отстаивания | После фильтрования через песок                                                                      | После поглощения углем |
| ---------------------- | ------------------ | ----------------- | --------------------------------------------------------------------------------------------------- | ---------------------- |
| Запах                  | лёгкий запах тины  | нет               | Данную стадию очистки не производили, так как образец воды из р. Мулянки оказался достаточно чистым | нет                    |
| Прозрачность           | мутноватая         | слегка мутная     | Данную стадию очистки не производили, так как образец воды из р. Мулянки оказался достаточно чистым | прозрачная             |
| Цвет                   | жёлтоватый оттенок | Светлая           | Данную стадию очистки не производили, так как образец воды из р. Мулянки оказался достаточно чистым | Светлая                |
| Наличие капель масла   | нет                | нет               | Данную стадию очистки не производили, так как образец воды из р. Мулянки оказался достаточно чистым | нет                    |
| Наличие твердых частиц | нет                | нет               | Данную стадию очистки не производили, так как образец воды из р. Мулянки оказался достаточно чистым | нет                    |
| Объём воды             | 100 мл             | 96 мл             | Данную стадию очистки не производили, так как образец воды из р. Мулянки оказался достаточно чистым | 85 мл                  |

По результатам эксперимента был сделан вывод: «воду, взятую из реки Мулянка, можно очистить отстаиванием, фильтрованием и способом адсорбции». Работа этой команды получила диплом ДООГ—2005 второй степени.